# Enicospilus argus
Enicospilus argus là một loài tò vò trong họ Ichneumonidae.